# Arroyo Garupá
Arroyo Garupá är ett vattendrag i Argentina.   Det ligger i provinsen Misiones, i den nordöstra delen av landet, 800 kilometer norr om huvudstaden Buenos Aires.
Runt Arroyo Garupá är det ganska tätbefolkat, med 90 invånare per kvadratkilometer.